# 邵一本
邵一本（1534年—？），字志道，浙江紹興府餘姚縣人，民籍，明朝政治人物。

## 生平
隆慶元年（1567年）丁卯科浙江鄉試第八十七名舉人。隆慶二年（1568年）聯捷戊辰科三甲四十六名進士。隆慶三年（1569年）任直隸嘉定县知县。

## 家族
曾祖邵莊；祖父邵冕；父邵潮，母鄒氏。慈侍下。弟一贯、一元、一中、邵桯（贡士）、一德、一成、一善。